# 루카 데 메오
루카 데 메오(1967년 6월 13일~)는 현재 르노의 CEO인 이탈리아 자동차 임원이다.
그는 르노 입사를 시작으로 토요타 유럽법인, 피아트 크라이슬러 오토모빌즈, 폭스바겐 그룹 등을 몸담은 바 있다.
최근 르노코리아 고객들이 르노 캉구의 출시를 요구했으나 그럴 리 없다 일축했으며 대신 르노코리아자동차를 천문학적 자금 투입으로 중대형차 전문기지로 육성시키겠다는 발언을 하였다. 실제로 르노코리아에 르노 캉구 대신 QM6 패널밴을 출시 시켰다.
1. ↑  “Biography Luca de Meo - Groupe Renault”. 《group.renault.com》. 2020년 11월 10일에 확인함.